# Beautiful World/Kiss & Cry
『Beautiful World / Kiss & Cry』（ビューティフル ワールド／キス アンド クライ）は、2007年8月29日に発売された日本のポップ歌手宇多田ヒカルの19thシングル。

## 解説
宇多田にとって離婚後初のシングル作品であり、前作『Flavor Of Life』から約半年振りとなり、両A面シングルとしてのリリースは11thシングル『SAKURAドロップス/Letters』以来5年振りとなる。
収録曲3曲全てにタイアップが付いた。PVは、「Beautiful World」はタイアップとなった映画『ヱヴァンゲリヲン新劇場版:序』のアニメーションで、「Kiss & Cry」も同じようにタイアップの『FREEDOM』のアニメーションで、それぞれ構成されている。本人がPVに出演していないのはこれが初である。

### Beautiful World
映画『ヱヴァンゲリヲン新劇場版:序』のテーマソング。テーマソングとしてタイアップがついたこと、また同作はテレビアニメ『新世紀エヴァンゲリオン』の再構築作品であるため、そのテレビアニメ版を意識して楽曲制作された。そのため、かなりプレッシャーがあったとオフィシャルインタビューにおいて語っている。テーマソング使用の経緯に関しては、2006年に『週刊プレイボーイ』が企画した「新世紀エヴァンゲリオン特集」のインタビューを受けたことに始まる。放映当時、宇多田はリアルタイムでアニメを観ていなかったが、映画上映の数年前に紀里谷和明に薦められたことをきっかけにファンとなり、寝るのも忘れてアニメ全26話を3日で観終えるほど熱中するようになったという。そのインタビュー記事を読んだ庵野秀明や制作スタッフがテーマソング使用を打診し、同曲がテーマソングとして制作された。制作においては、メロディやアレンジなどで言いたいことは言い切ってしまったため、歌詞は邪魔にならない程度の控えめなものにしたが、今まで使ったことの無かった「Beautiful」という言葉を最初から使おうと思っていたとオフィシャルインタビューにおいて述べている。テーマとしては「願い」を根本とし、風や、匂いのようなつかみどころのないふわっとした曲を意識して制作したという。

### Kiss&Cry
日清食品『カップヌードル』TVCM「FREEDOM」シリーズテーマソングとして、「This Is Love」に引き続いて使用された。4月20日に着うたが先行配信され、5月31日にはデジタル・ダウンロードでダウンロード販売が開始された。オフィシャルインタビューにおいては、「とにかくエネルギッシュで生命力のある曲」を意識して制作したと語っている。これは前作「Flavor Of Life」の反動と、離婚後の吹っ切れた気持ちが相まったものである。同曲のBメロの部分には、Utada名義で発表した楽曲「Hotel Lobby」のAメロの部分のメロディーが使われている（歌詞は日本語で載せている）。仮タイトルは「ダンシング・リア」。リアとはリア・ディゾンのことで、彼女が楽しく踊っている様子を想像して作ったという。なお、タイトルの「Kiss & Cry」とは俗に、フィギュアスケートで、演技を終えた選手とコーチが採点の発表を待つための場所の通称で、喜びと悲しみが交錯する場所であることからいわれる。

### Fly Me To The Moon (In Other Words) -2007 MIX-
映画『ヱヴァンゲリヲン新劇場版:序』の予告編テーマソング。5thシングル『Wait&See 〜リスク〜』に収録されていたジャズ楽曲のカバー「Fly Me To The Moon (In Other Words)」が基で、新たにリマスタリングを施して収録されている。なお、「Kiss & Cry」と共に先行配信されている。
本作のプロモーションとして、複数のテレビ音楽番組に出演した。まず、8月31日に『ミュージックステーション』（テレビ朝日系）へ出演し、「Kiss & Cry」を披露した。これは、タイアップ先を意識して歌詞が書かれた（「日清CUP NOODLE」というフレーズが歌詞中に出てくる）ため、テレビ番組では唯一日清食品がスポンサーとなっている『ミュージックステーション』の出演が最初に決定したという経緯によるものである。後に、9月1日には『CDTV』（TBS系）、9月3日には『HEY!HEY!HEY! MUSIC CHAMP』（フジテレビ系）、9月6日には『うたばん』（TBS系）、9月7日には『ミュージックステーション』（テレビ朝日系）と『音楽戦士 MUSIC FIGHTER』（日本テレビ系）へ、それぞれ出演し、「Beautiful World」を披露した。

## 収録曲
全作詞・作曲・編曲：宇多田ヒカル
1. Beautiful World (5:14)
クロックワークス / カラー配給映画『ヱヴァンゲリヲン新劇場版:序』テーマソング
2. Kiss & Cry（英語版） (5:05)
日清食品『カップヌードル』TVCM「FREEDOM」シリーズテーマソング
3. Fly Me To The Moon (In Other Words) -2007 MIX- (3:23)
作詞・作曲：Bart Howard、編曲：河野圭(編曲、ストリングスアレンジ)
クロックワークス配給劇場版アニメ映画『ヱヴァンゲリヲン新劇場版:序』予告編テーマソング
4. Beautiful World [Original Karaoke] (5:13)
5. Kiss & Cry [Original Karaoke] (5:07)
6. Fly Me To The Moon (In Other Words) -2007 MIX- [Original Karaoke] (3:23)

## Beautiful World -PLANiTb Acoustica Mix-
「Beautiful World -PLANiTb Acoustica Mix-」（ビューティフル ワールド プラニットビー アコースティカ ミックス）は、日本の歌手、宇多田ヒカルの楽曲。2009年6月27日にデジタル・シングルとしてEMIミュージック・ジャパンよりリリースされた。　
配信限定のシングルとしては、2008年の『Eternally -Drama Mix-』以来、約1年振りとなる。2007年に発表された楽曲「Beautiful World」の、ラッセル・マクナマラ（と宇多田）による別ヴァージョンで、このトラックは、クロックワークス配給劇場版アニメーション映画『ヱヴァンゲリヲン新劇場版:破』のテーマソングに使用され、映画の公開初日と同日に配信が開始された。宇多田にとっては、2007年公開の前作『ヱヴァンゲリヲン新劇場版:序』に引き続いてのテーマソング担当となった。引き続きテーマソングを担当するという公式情報は、5月16日に配布が開始された映画公式フリーペーパー『EVA-EXTRA 02』において発表されていたものの、本作がテーマソングに使用されることは公開日当日まで伏せられていた。
ジャケット写真は、『ヱヴァンゲリヲン新劇場版:破』のポスタービジュアルが使用されている。なお、携帯音楽コンテンツでは購入者向けダウンロード特典として、着うたおよびリングバックトーン（メロディーコールおよびEZ待ちうた）購入者には『ヱヴァンゲリヲン新劇場版:破』のティーザビジュアルが、着うたフル購入者にはポスタービジュアルが、それぞれ待受画像として用意されている。

### 参加ミュージシャン
- ヴォーカル：宇多田ヒカル
- ギター、プログラミング：Russell McNamara
- ドラムス：Dan Reynolds
- プロデュース：宇多田ヒカル and Russell McNamara

## Beautiful World (Da Capo Version)
「Beautiful World (Da Capo Version)」(ビューティフル・ワールド (ダ・カーポ・ヴァージョン))は、宇多田ヒカルの楽曲。2021年3月8日に公開されたアニメ映画『シン・エヴァンゲリオン劇場版𝄇』のテーマソングに、「One Last Kiss」とともに使用された。3月10日発売のEP『One Last Kiss』にも収録される。

### 背景
庵野秀明総監督直々のオファーに宇多田側が快諾したことで制作された。シリーズ最長のエンディングロールとなり「One Last Kiss」1曲では長さが足りないだろうと予測されていた事に加え、「Beautiful World」を最後に足して『新劇場版』シリーズ及び『シン・エヴァ』全体のエンディング曲としたいという要望を宇多田が快諾し、『新劇場版』第1作のテーマソング「Beautiful World」をゼロからリメイクしたニューバージョンを制作したという。なお、宇多田にとって自身の楽曲をセルフカバーしたのは初の試みとなる。

## 収録アルバム
Beautiful World
- 『HEART STATION』
- 『Utada Hikaru SINGLE COLLECTION VOL.2』
- 『One Last Kiss』
- 『SCIENCE FICTION』※2024 Mixとして収録

Beautiful World -PLANiTb Acoustica Mix-
- 『Utada Hikaru SINGLE COLLECTION VOL.2』
- 『One Last Kiss』

Beautiful World (Da Capo Version)
- 『One Last Kiss』
- 『BADモード』

Kiss & Cry
- 『HEART STATION』
- 『Utada Hikaru SINGLE COLLECTION VOL.2』